# Habitatge al carrer Ros de Medrano, 2 (Tortosa)
La Casa Wenetz (habitatge del carrer Ros de Medrano, 2) és una obra del municipi de Tortosa (Baix Ebre) inclosa en l'Inventari del Patrimoni Arquitectònic de Catalunya.

## Descripció
Es tracta d'una edificació de planta, tres pisos i terrat que presenta façana al carrer Ros de Medrano, Plaça de Mn. Sol i carrer Núñez de Castro.
A la planta presenta diverses portes altes d'arc escarser, algunes tapiades, amb emmarcaments de carreus de pedra, igual que en els angles. La resta és arrebossat simulant carreus. En els pisos, oberts mitjançant balcons amb base de pedra, l'arrebossat remarca l'emmarcament de les finestres. A la banda superior d'aquestes hi ha sanefes d'esgrafiat amb decoració floral força estilitzada. Sota la badadura dels balcons hi ha mènsules decoratives d'estuc simulant volutes i motius vegetals.
El vestíbul de la planta és gran i es troba amb l'estructura original ben conservada. Té un sòcol de rajola vidriada amb motius vegetals geomètrics que es continua en el sector de l'escala. Aquesta té un tram inicial central que puja fins a l'entresòl per a partir-se després lateralment en dues branques.